# Gmina Grosuplje
Grosuplje – gmina w Słowenii. W 2010 roku liczyła 18 965 mieszkańców.

## Miejscowości
Miejscowości wchodzące w skład gminy Grosuplje:

- Bičje
- Blečji Vrh
- Brezje pri Grosupljem
- Brvace
- Cerovo
- Cikava
- Čušperk
- Dobje
- Dole pri Polici
- Dolenja vas pri Polici
- Gabrje pri Ilovi Gori
- Gajniče
- Gatina
- Gorenja vas pri Polici
- Gornji Rogatec
- Gradišče
- Grosuplje – siedziba gminy
- Hrastje pri Grosupljem
- Huda Polica
- Kožljevec
- Lobček
- Luče
- Mala Ilova Gora
- Mala Loka pri Višnji Gori
- Mala Račna
- Mala Stara vas
- Mala vas pri Grosupljem
- Male Lipljene
- Mali Konec
- Mali Vrh pri Šmarju
- Malo Mlačevo
- Medvedica
- Paradišče
- Pece
- Peč
- Plešivica pri Žalni
- Podgorica pri Podtaboru
- Podgorica pri Šmarju
- Polica
- Ponova vas
- Praproče pri Grosupljem
- Predole
- Rožnik
- Sela pri Šmarju
- Spodnja Slivnica
- Spodnje Blato
- Spodnje Duplice
- Šent Jurij
- Škocjan
- Šmarje-Sap
- Tlake
- Troščine
- Udje
- Velika Ilova Gora
- Velika Loka
- Velika Račna
- Velika Stara vas
- Velike Lipljene
- Veliki Vrh pri Šmarju
- Veliko Mlačevo
- Vino
- Vrbičje
- Zagradec pri Grosupljem
- Zgornja Slivnica
- Zgornje Duplice
- Žalna
- Železnica